# William Hunnis
William Hunnis, angleški pesnik, dramatik in skladatelj, * ?, † 6. junij 1597.